# AIK Fotboll
AIK Fotboll je švedski nogometni klub iz Solne u blizini Stockholma. Osnovan je 1896. godine. AIK je jedan od najtrofejnijih nogometnih klubova u Švedskoj. Tradicionalne boje kluba su žuta i crna. 
Najveći uspjeh kluba datira iz sezone 1999./2000. kada su se plasirali u Ligu prvaka.
Osim nogometnog kluba AIK, postoje još i hokejaški klub AIK, rukometni klub AIK, te drugi sportski klubovi.

## Poznati bivši igrači
- Erik Edman
- Andreas Andersson
- Teddy Lučić
- Olof Mellberg
- Johan Mjällby

## Vanjske poveznice
- Službena stranica